# 国語日報

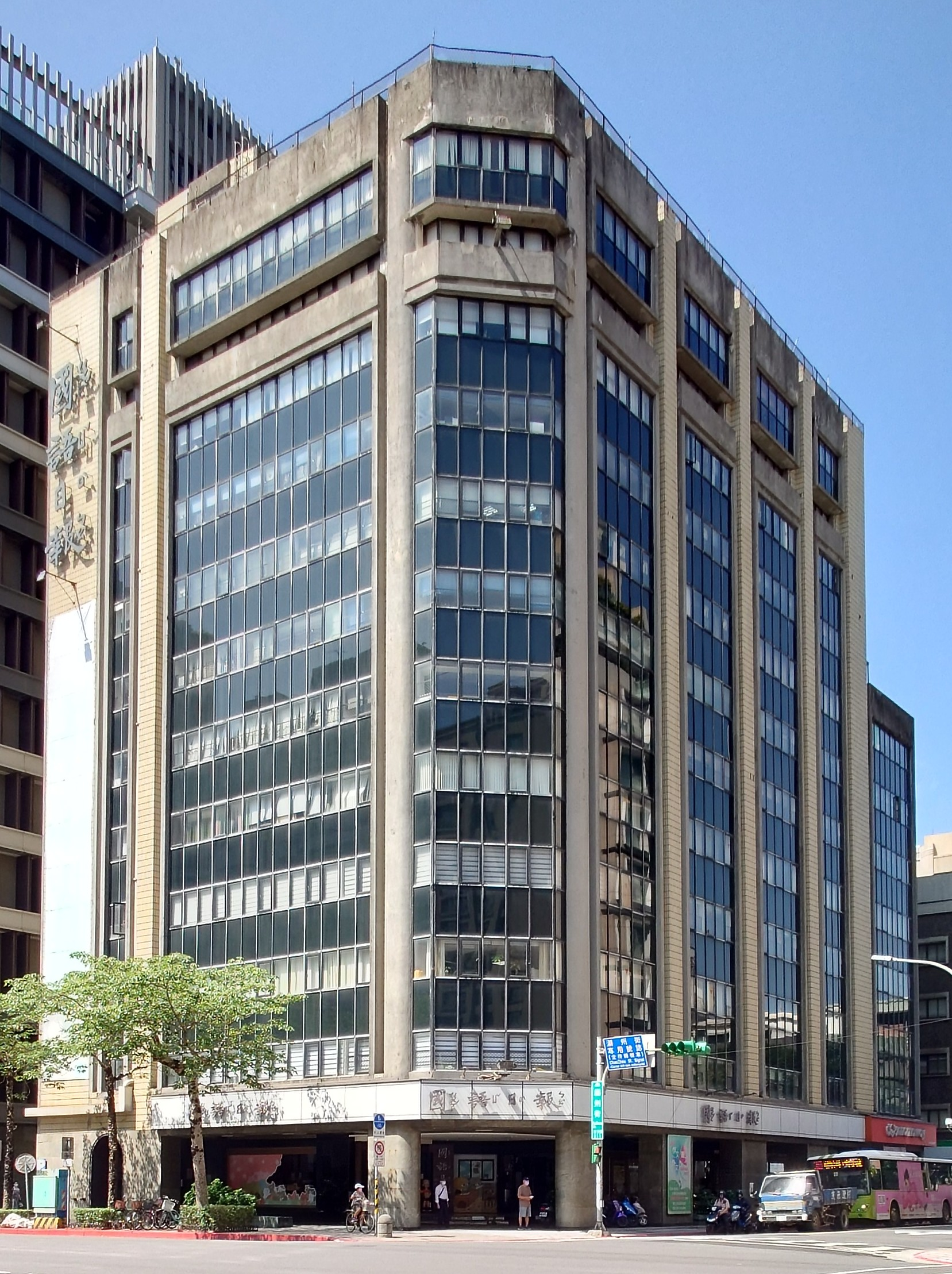
台北のルーズベルト通りにある本社ビル

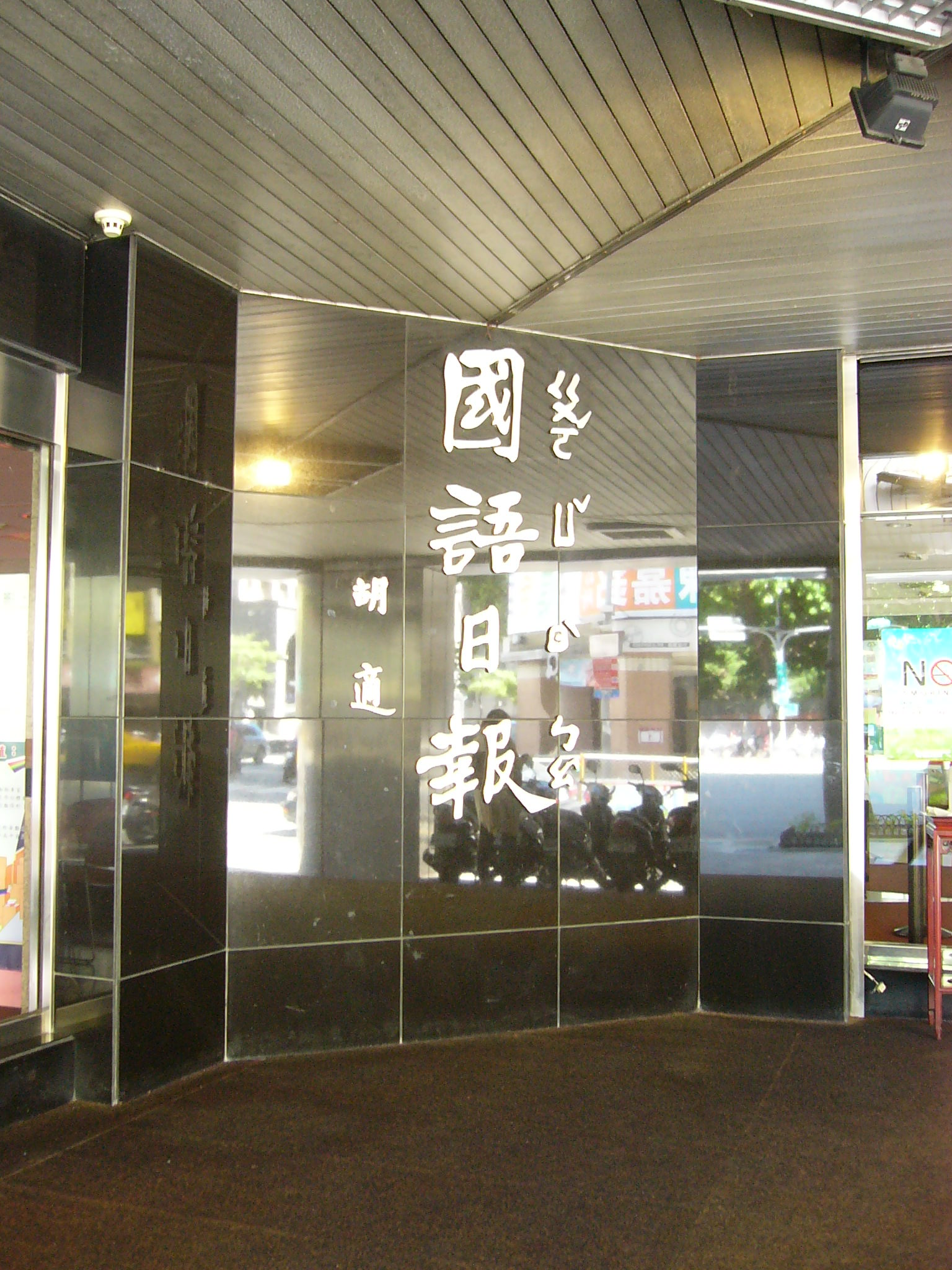
胡適による揮毫

国語日報（こくごにっぽう、繁体字中国語: 國語日報、国語ローマ字: Gwoyeu Ryhbaw、注音: ㄍㄨㄛˊ ㄩˇ ㄖˋ ㄅㄠˋ）は、財団法人国語日報社が発行する、中華民国の日刊新聞。児童を対象とする新聞であるため、記事の本文では漢字の横に注音符号が振り仮名を振る様に振られている。1948年10月25日創刊。新聞の題字は、中央研究院の胡適によるもの。